# 中提琴笑话
关于中提琴和中提琴演奏者的笑话最早可追溯至18世纪。在当时，中提琴只是一件伴奏乐器，用来演奏一些相对简单的伴奏旋律；中提琴演奏者的薪酬、地位相对低下；因而中提琴和中提琴演奏者成了取笑的对象。
一则源自18世纪初意大利的故事被认为是许多中提琴笑话的源头：
|  | ...17世纪末18世纪初，许多音乐人旅居英国，小提琴演奏者法兰西斯科·吉米尼亚尼就是其中一位，他于1714年抵达伦敦...吉米尼亚尼年纪轻轻就在那不勒斯出任乐团首席。根据英国音乐史家查尔斯·伯尼的说法，他在乐团中常因对节奏的苛求而变得狂躁不安，非但没能指挥乐团反而给乐团的其它成员带来困扰；他也因此被打入冷宫，改拉中提琴。 |

中提琴笑话的题材各不相同，有的需要读者具有一定音乐专业知识才能理解，有的则面向普罗大众；有的取笑中提琴这件乐器，有的则针对中提琴演奏者，更有甚者另辟蹊径，取笑讲中提琴笑话的音乐人。